# Unicomp
Unicomp — производитель компьютерных клавиатур и принадлежностей для них, располагающийся в Лексингтоне (Кентукки).

## История
В 1996 Lexmark готовились закрыть свою фабрику по производству клавиатур в Лексингтоне, где они производили Model M buckling-spring клавиатуры. IBM — их основной клиент и первоначальный разработчик, а также патентообладатель Model M, решил удалить Model M из своей линейки продуктов в пользу экономичных клавиатур с резиновой мембраной.
Вместо того, чтобы смотреть, как производство прекращается, группа бывших сотрудников Lexmark и IBM приобрела лицензию, инструменты и права на разработку технологии пружинного изгиба и в апреле 1996 года восстановила бизнес как Unicomp.
С 1996 года оборудование, унаследованное Unicomp от Lexmark, изнашивалось, что приводило к постепенному снижению качества сборки. Однако в 2020 году Unicomp заменила его, что привело к повышению качества. В это же время компания начала поставки новых моделей.

## Продукты

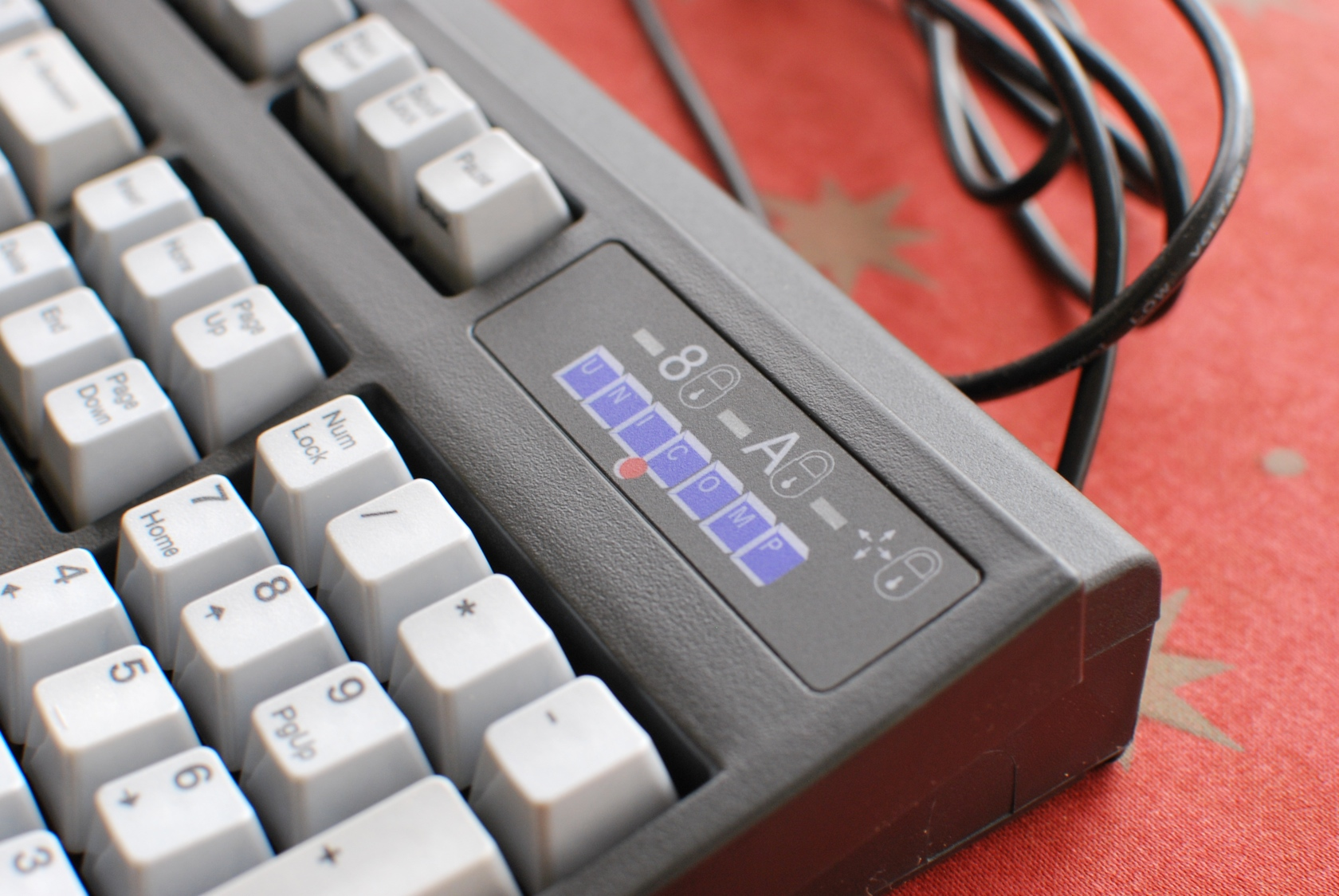
Вид сбоку на чёрную Unicomp SpaceSaver 104 (UNI0P4A)

Линейка продуктов Unicomp состоит в основном из модификаций, основанных на последних клавиатурах Model M, произведенных Lexmark.
Classic 101 (ранее назывался Customizer) похож на один из поздних вариантов IBM Model M и построен на том же инструменте. Единственными изменениями в Classic 101 по сравнению с оригинальной моделью M являются логотип, клавиши Windows, опциональное подключение USB (в качестве альтернативы PS/2) и вариант чёрного корпуса со светло-серыми или белыми клавишами в качестве альтернативы к классическому «жемчужному» бежевому).
Ultra Classic (ранее назывался SpaceSaver) — это более легкая и компактная версия Classic. Вариант Ultra Classic, который до сих пор продается под своим прежним названием SpaceSaver M, предназначен для компьютеров Macintosh.
New Model M, полноразмерная клавиатура, напоминающая увеличенную версию дизайна Lexmark Space Saver.
Mini-M, tenkeyless версия, в которой индикаторы блокировки перемещены из своего традиционного положения над отсутствующей теперь цифровой клавиатурой на верхний край платы над клавишами F9-F12.
EnduraPro, представляет собой Ultra Classic, за исключением того, что у него есть трекпойнт и 2 кнопки мыши внизу, вдохновленные трекпойнтами от ThinkPad.
Classic Trackball, классика с трекболом и двумя кнопками мыши прямо над световыми индикаторами. Однако в настоящее время он не производится из-за низкого спроса.
PC 122, 122-клавишная клавиатура, аналогичная классической, но с изменённой раскладкой и дополнительным набором функциональных клавиш, многие клавиши перемещены в левую часть клавиатуры, а клавиша «Домой» перемещена в середину клавиш со стрелками.
Unicomp также предлагает услуги по ремонту, а также замену и заказ деталей практически для всех Model M и аналогичных клавиатур производства IBM, Lexmark, Maxi Switch и Unicomp.

## Галерея

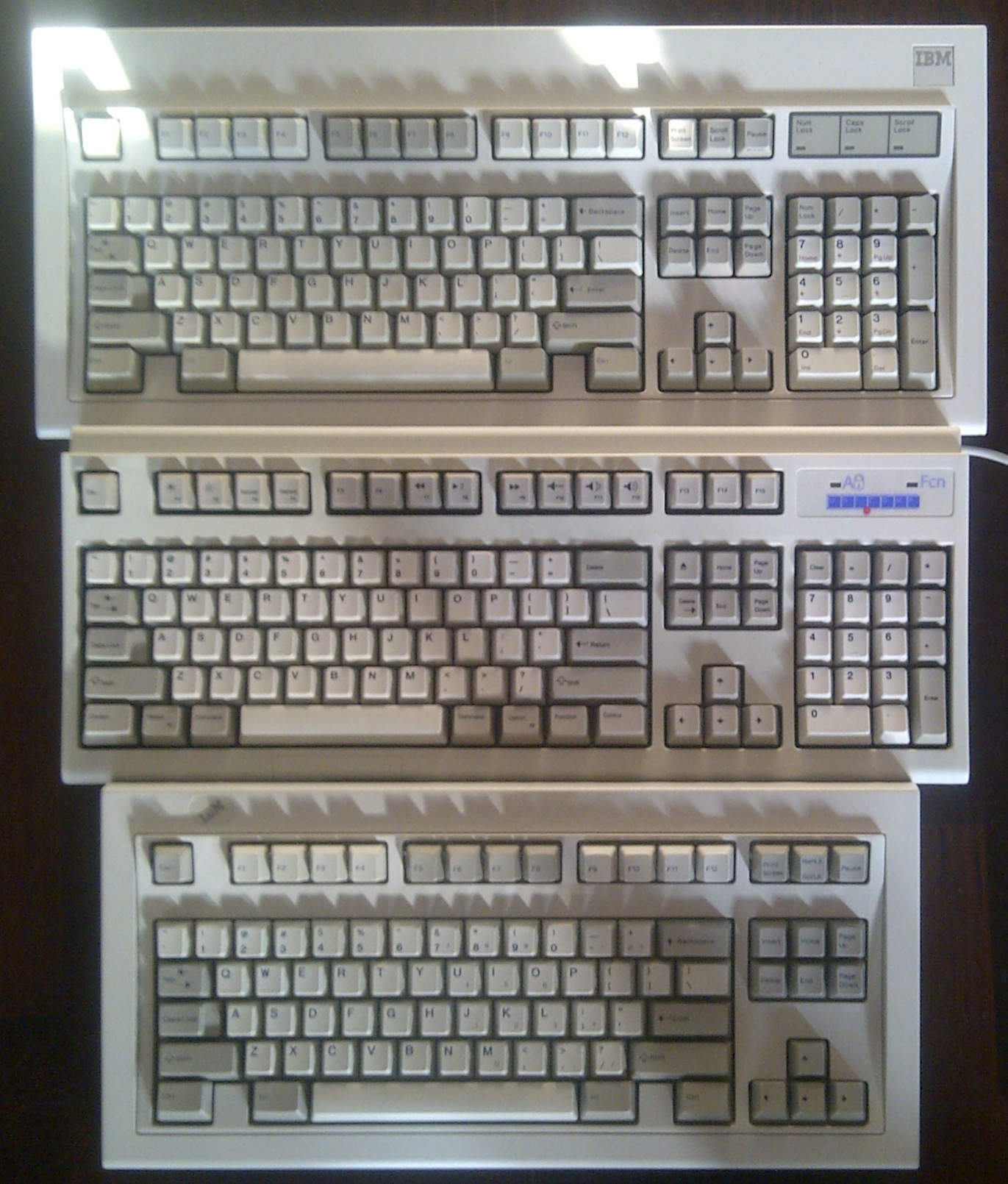
Сверху вниз: IBM Model M Square Logo 1390131 (1986), Unicomp Spacesaver M UNIZPHA (2011), IBM Model M Space Saving 1392934 (1991)
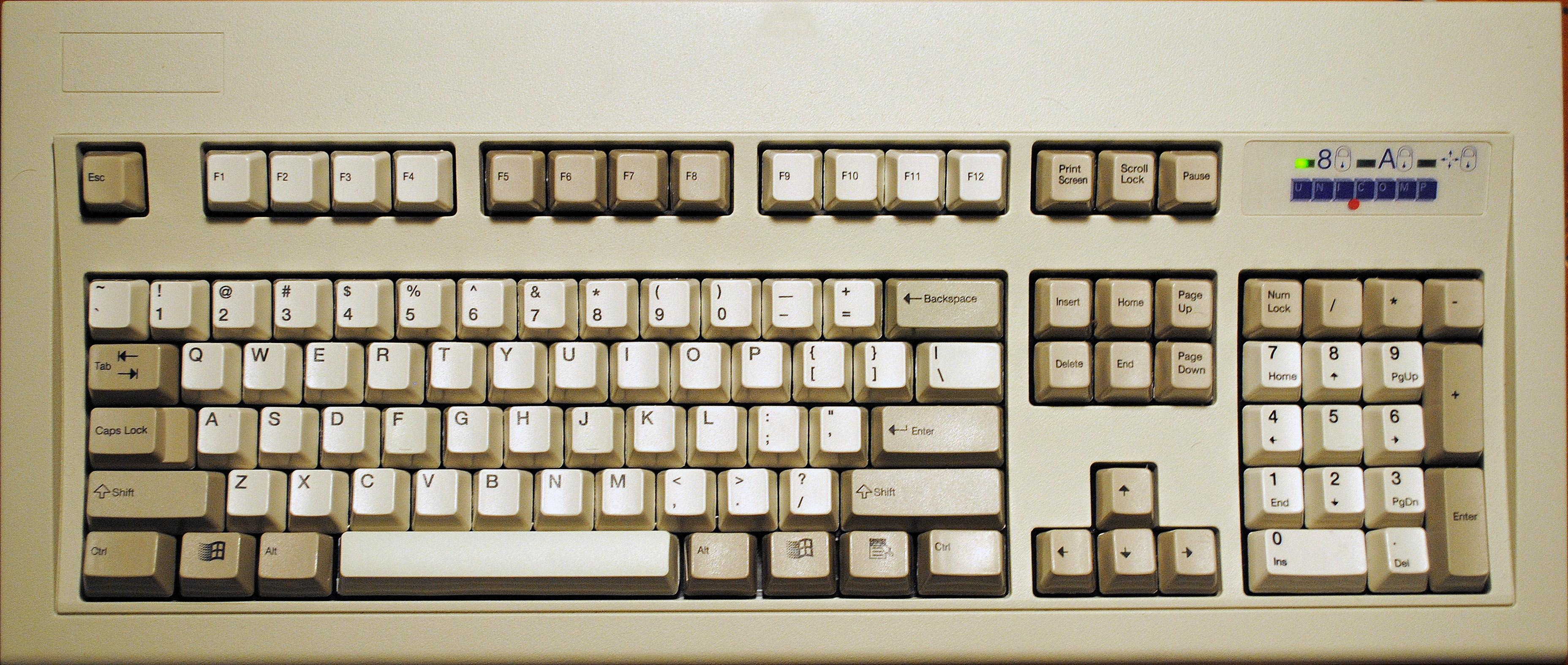
Клавиатура Unicomp Classic 104 (UNI044A), произведена 23 апреля 2012 года
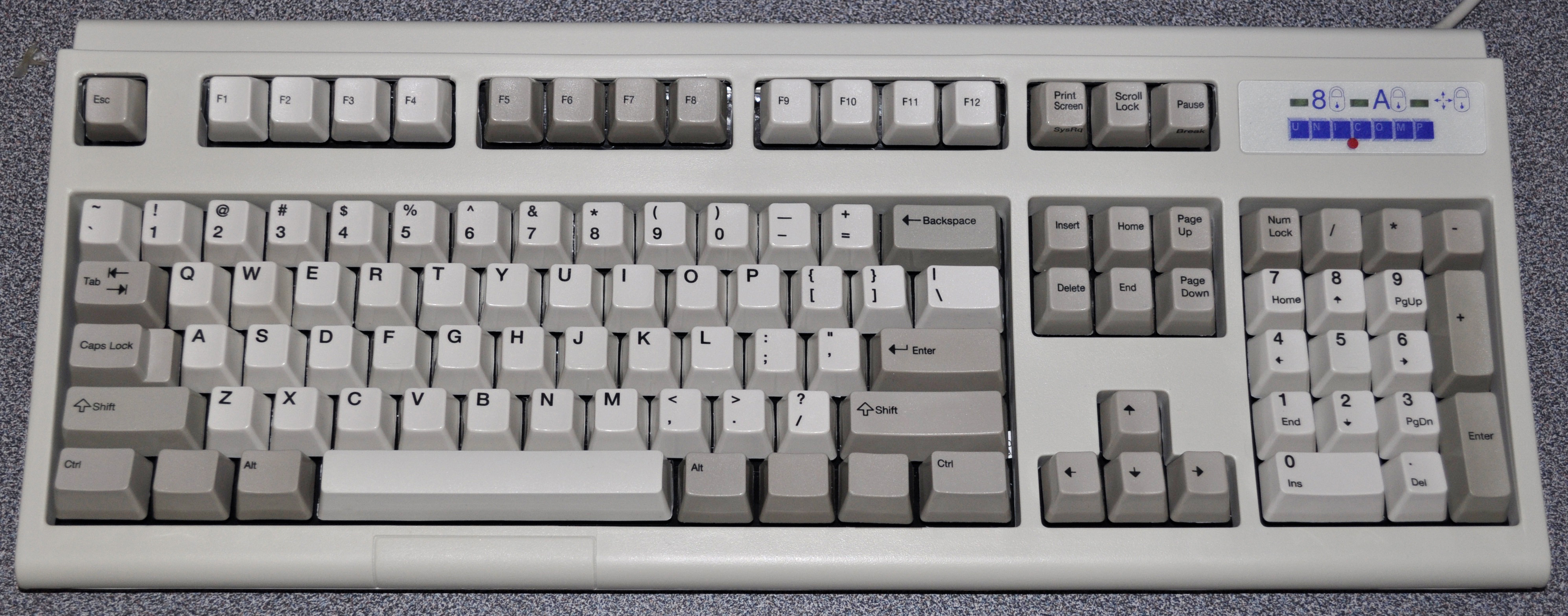
Клавиатура Unicomp SpaceSaver (now Ultra Classic) 104 (UNI0P4A), произведена 10 марта 2010 года
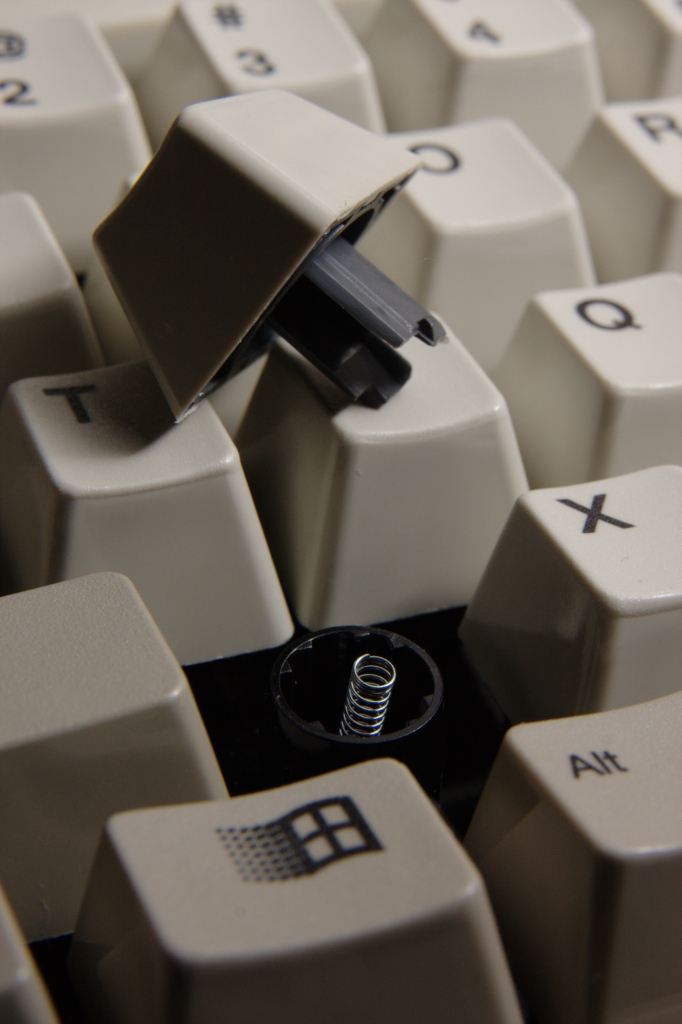
Unicomp Model M со снятой клавишей Z. Видна изгибающаяся пружина
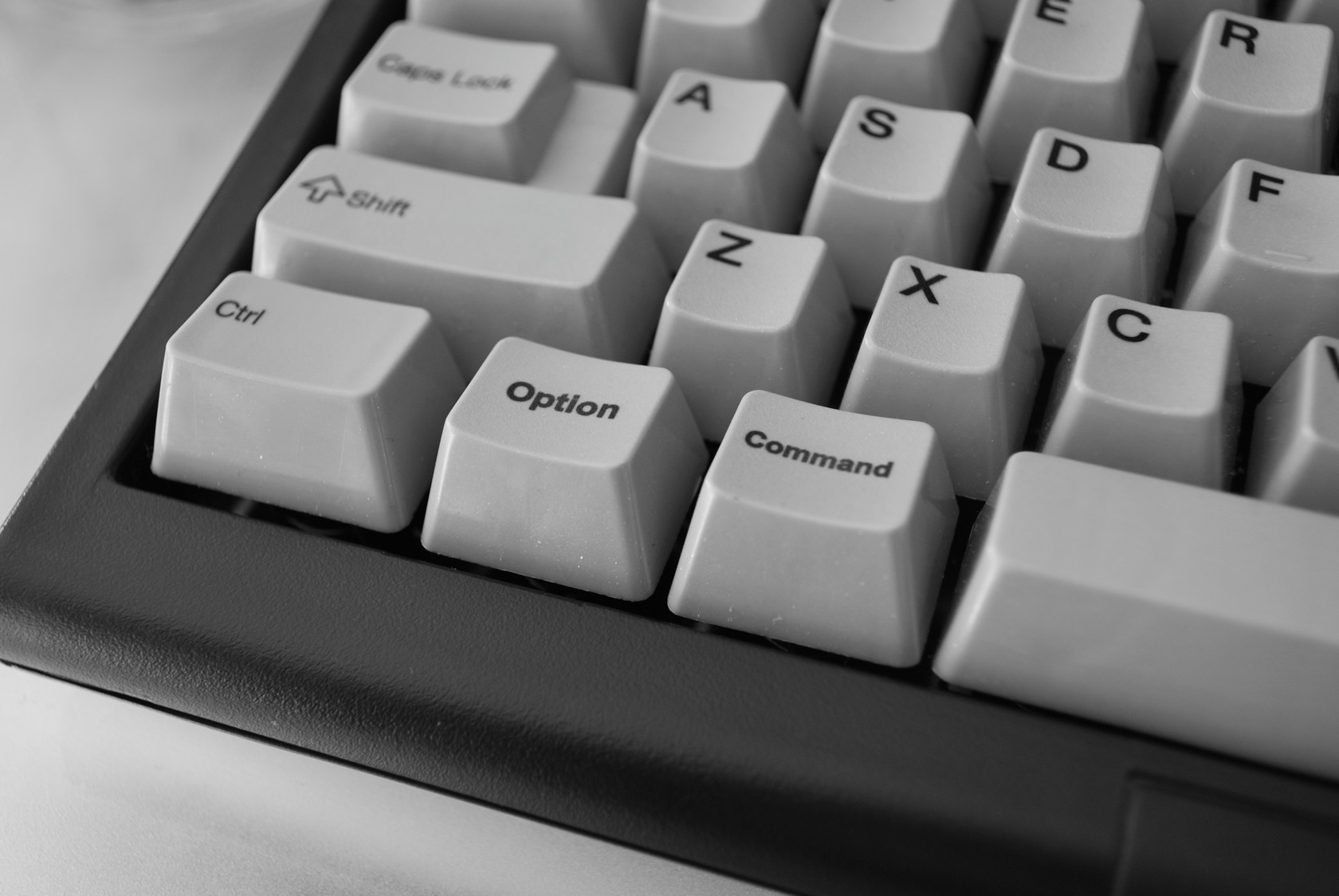
Сменные кнопки для Apple: ⌥ Option и ⌘ Command
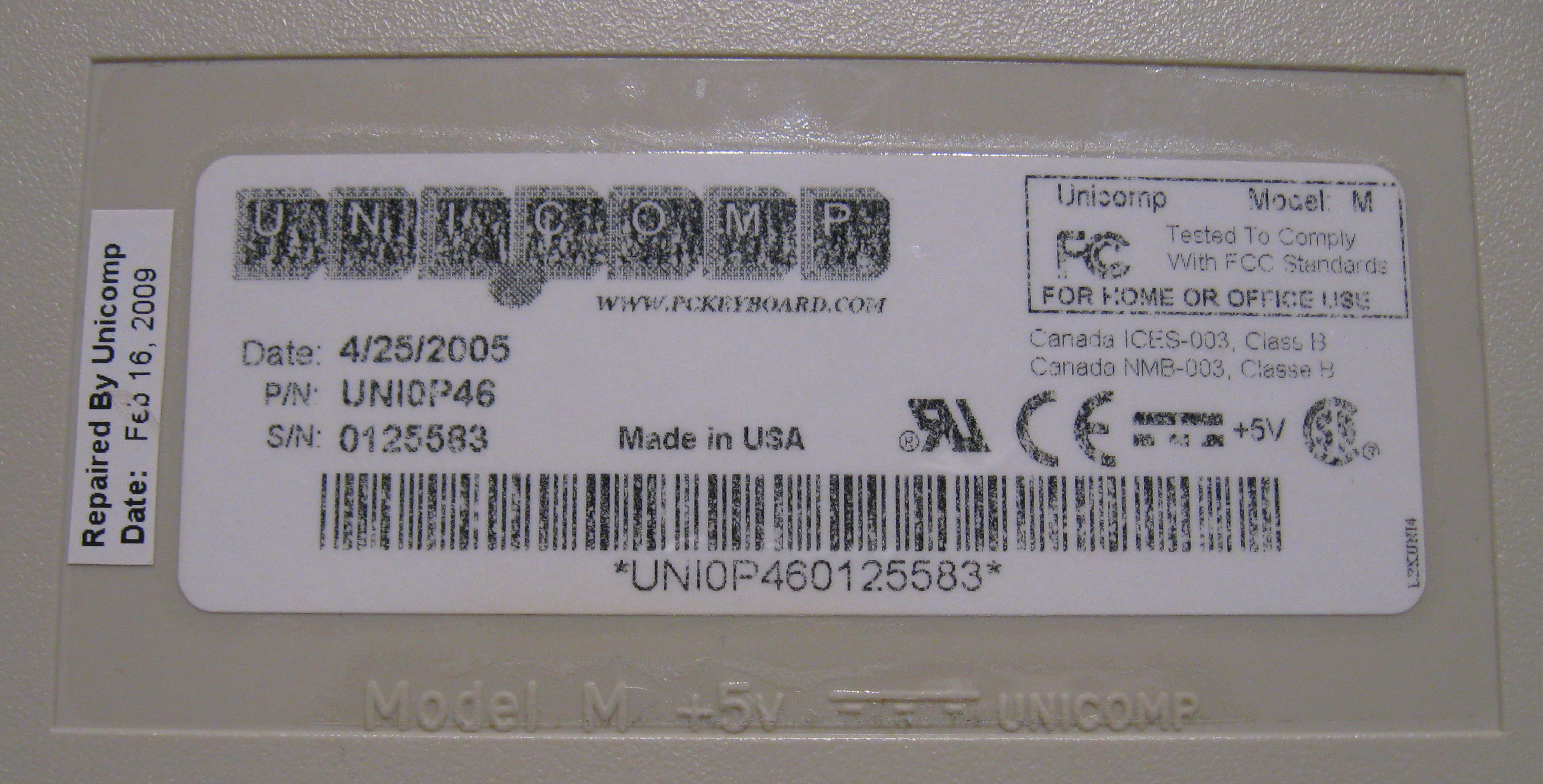
Задняя часть клавиатуры Unicomp UNI0P46, произведённой в 2005 году, восстановленной в 2009-м